# 前连合
前连合（英語：Anterior commissure）是脑的一束神经纤维（即白质纤维）。它位于大脑的中线，其中的神经纤维连接大脑的两个半球。在中矢面内，前连合呈椭圆形。在人类，其长轴大约为5毫米长。
连接大脑两个半球的纤维多数通过胼胝体。所以胼胝体的体积比前连合大许多。但是前连合仍然是一个重要的白质束，它在所有哺乳类动物的脑都清晰存在。

## 解剖学连接
前连合中的神经纤维可以被追溯到纹状体下的纤维。这些纤维最终可以被追溯到大脑的颞叶。因此前连合主要连接两个半球的颞叶。不过其中也包含嗅束的交叉纤维。前连合也是新脊髓丘脑束（Neospinothalamic tract）的一部分，与痛觉相关。除此之外，前连合还连接两侧的杏仁体。